# Caso menino Waldemiro
O caso menino Waldemiro foi uma série de eventos ocorridos no Rio de Janeiro entre janeiro e 22 de fevereiro de 1926 que culminou com o estabelecimento da idade penal de 18 anos no Brasil. Em 1926, um engraxate de 12 anos se irritou com um cliente que não quis lhe pagar. O menino Waldemiro teria atirado tinta nessa pessoa, o que acabou rendendo-lhe quarenta dias na prisão. Na cadeia, Waldemiro foi abusado sexualmente por 20 homens.
O caso foi noticiado pelo O Globo em 20 de março de 1926 e causou comoção na sociedade fluminense, sendo discutido no Congresso Nacional e no Palácio do Catete. Em 12 de outubro de 1927, o então presidente Washington Luís sancionou o Código de Menores, a primeira legislação específica para jovens no país, antecessora do atual Estatuto da Criança e do Adolescente.
Uma das inovações do Código foi a proibição de que menores de 18 anos fossem criminalmente responsabilizados e encarcerados por seus crimes. Outra novidade foi a criminalização da "roda dos expostos", uma roleta embutida na parede de orfanatos que permitia à mulher abandonar anonimamente o filho recém-nascido. O caso foi resgatado em 2015 pela Agência Senado após o início das discussões sobre a redução da maioridade penal.

## Contexto histórico
"[Nas ruas] aprendem coisas que não deveriam ou não precisariam saber: encontram más companhias que os desencaminham, adquirem vícios e maus costumes, deslizam para a vadiagem, a mendicidade, a libidinagem, a gatunagem e outras formas de delinquência."

Gazeta de Notícias, em reportagem de fevereiro de 1929, sobre o problema das ruas para as crianças.
No início do século XX, grande parte da população brasileira vivia na miséria. Após a abolição da escravidão, em 1888, os ex-escravos e suas famílias se viram abandonados de uma hora para a outra, elevando as estatísticas da pobreza. A tímida industrialização não conseguia absorver toda a mão de obra disponível, o que gerava desemprego e criminalidade. Segundo a Agência Senado, às crianças e aos adolescentes restavam dois caminhos: o trabalho ou o crime. Naquela época, as escolas públicas eram raras e reservadas para os filhos da elite.

## O caso
Em janeiro de 1926, o menino Waldemiro tinha 12 anos e trabalhava como engraxate nas ruas do Rio de Janeiro. Certo dia, após terminar de engraxar os sapatos de um cliente na Praça XV, foi surpreendido com a recusa do cliente em pagar pelo serviço. Irritado, Waldemiro jogou tinta na roupa do indivíduo, que chamou a polícia. Quando os policiais chegaram, o menino não soube explicar o que aconteceu e foi levado para a cadeia da Polícia Central, sendo colocado numa cela com vinte homens. Na cadeia, Waldemiro foi estuprado e espancado. Ao sair da cadeia, em 22 de fevereiro, foi para a Santa Casa de Misericórdia do Rio de Janeiro. Os médicos que lhe atenderam ficaram revoltados com o ocorrido e denunciaram o caso ao O Globo. Segundo a matéria, o menino encontrava-se "em lastimável estado" e "no meio da mais viva indignação dos seus médicos". Apesar da violência contra os jovens pobres ser generalizada, a sociedade fluminense se escandalizou com a matéria do jornal e exigiu medidas de proteção à juventude.

## Resposta das autoridades
Segundo a Agência Senado, o caso marcou uma "inflexão no país". De 1890 a 1922, crianças de 9 anos poderiam ser responsabilizadas por crimes, visto que permanecia a vigência do Código Penal de 1890, o primeiro elaborado após a Proclamação da República. Em 1922, uma reforma no Código Penal elevou a idade de responsabilidade penal para 14 anos sem, no entanto, proibir a prisão de crianças e adolescentes. Na época do caso menino Waldemiro, era dispensado aos jovens o mesmo tratamento que criminosos comuns recebiam. Segundo a Agência Senado, a justiça era inclemente com os menores infratores, a imprensa divulgava seus crimes de maneira corriqueira e a mão policial era pesada.
O caso repercutiu na imprensa e na sociedade. O chefe de polícia do Distrito Federal Hernani de Carvalho foi chamado em 26 de março ao Palácio Rio Negro para prestar esclarecimentos ao presidente, sendo que sua demissão era cogitada nos bastidores. Uma comissão de inquérito foi estabelecida em abril, sendo o menor Waldemiro representado pelo advogado Luiz Lyra.
"[…] tais esculápios devem ser muito jovens para que desgraças como essa ainda lhes causem espanto. Preso, um mês sem processo? Isso só pode surpreender aos que não tiveram a desdita de enfrentar de perto as mentiras da nossa democracia. Quanto ao mais, isto é, ao tratamento infligido a esse rapazelho, durante dias, é realmente para provocar a revolta...— Trecho de artigo publicado no Correio da Manhã de 24 de março de 1926.
Em 11 de novembro de 1926 o governo inaugurou a Escola João Luiz Alves, na Ilha do Governador, primeira destinada a abrigar todos os menores infratores ainda detidos nas celas da Casa de Detenção.
Após cerca de um ano de discussões, o presidente Washington Luís escolheu o dia 12 de outubro (dia das crianças segundo decreto de seu antecessor Artur Bernardes) de 1927 para sancionar o Código de Menores, em parte motivado pelo caso menino Waldemiro. Extenso e minucioso, o código se dividia em mais de 200 artigos, que iam além da punição dos menores infratores. Normatizavam desde a repressão ao trabalho infantil e aos castigos físicos exagerados até a criação de tribunais dedicados exclusivamente aos menores de 18 anos. O texto previa que, no caso de menores entre 14 e 17 anos, o destino seria uma escola de reforma (ou reformatório), onde receberiam educação e aprenderiam um trabalho. Os menores de 14 anos que não tivessem família seriam mandados para a escola de preservação, uma versão abrandada do reformatório. Os mais novos com família poderiam voltar para casa, desde que os pais prometessem às autoridades não permitir que os filhos reincidissem.
A esse sistema foi dado o nome de Serviço de Assistência ao Menor (SAM), precursor da atual Fundação Casa. Segundo Maria Luiza Marcilio, professora de História da USP, o serviço estatal funcionava mais como instrumento de tortura e violência contra as crianças do que como um mecanismo educativo. A legislação permaneceu em vigor até 1979, quando foi promulgado o Código de Menores de 1979, mas seu artigo que prevê a inimputabilidade dos menores de 18 anos resistiu à mudança dos tempos, constando atualmente na Constituição de 1988 e no Estatuto da Criança e do Adolescente (ECA). Quando a ditadura militar aboliu o Código de Menores, surgiu a Funabem (que daria origem à Febem). Em 1990, foi efetivado o ECA, que prevê a proteção da criança e do adolescente com base em tratados internacionais e estabelece punições socioeducativas aos menores de 18 anos envolvidos em atividades criminosas. O enfoque do ECA, ao contrário de seus antecessores, são os direitos e não a punição. Nos velhos códigos, o infrator capturado era punido automaticamente, enquanto que atualmente ele possui direito a ampla defesa contando, para isso, com o trabalho dos defensores públicos.

## Análise contemporânea
Segundo Sônia Câmara, professora de História da Educação da Universidade Estadual do Rio de Janeiro, o Código de Menores dividiu as crianças "em dois grandes setores, o setor das crianças de elite, brancas e ricas e a grande maioria das crianças brasileiras: pobres, negras, abandonadas e delinquentes, que recebem o nome pejorativo de 'menor'". Mesmo assim, ela considera positiva esta que foi a primeira tentativa efetiva de proteger a infância. De acordo com a historiadora Maria Luiza Marcilio, autora do livro História Social da Criança Abandonada, o Código de Menores foi revolucionário por pela primeira vez obrigar o Estado a cuidar dos abandonados e reabilitar os delinquentes, mas, por outro lado, houve uma distância muito grande entre a lei e a prática: "O Código de Menores trouxe avanços, mas não conseguiu garantir que as crianças sob a tutela do Estado fossem efetivamente tratadas com dignidade, protegidas, recuperadas".
Os dois primeiros códigos popularizaram o termo "menor", hoje em dia em desuso no meio jurício. O ECA, em seus mais de 250 artigos, não utiliza o termo nenhuma vez, adotando, no lugar, a expressão "criança ou adolescente". Segundo o historiador Vinicius Bandera, "'menor' é um termo pejorativo, estigmatizante, que indica anormalidade e marginalidade. 'Criança ou adolescente' é condizente com os novos tempos. Remete à ideia de um cidadão que está em desenvolvimento e merece cuidados especiais".